# Lauro Lemos Piedade
Lauro Lemos Piedade (Itapetininga, 5 de janeiro de 1927 - Angatuba, 18 de março de 2015) foi um proprietário de terras, tropeiro e político brasileiro. Exerceu, na cidade de Angatuba os cargos de vice-prefeito e prefeito (1977 – 1982) Angatuba.
Descendente de tradicional família paulista, Lauro é filho de Luiz do Amaral Piedade e de Francisca Honorina Lemos Piedade . Exerceu a atividade tropeira ao lado do pai, Luiz do Amaral Piedade e do avô, Coronel César Eugênio da Piedade.
Como prefeito conseguiu para o município angatubense entre outras benfeitorias, o Banco Banespa, o Banco do Brasil, o asfalto que liga as cidades de Campina do Monte Alegre a Buri, o Asfalto de diversas Ruas locais , o Posto de Saúde, Pontes de concreto nas divisas do município (cita-se a Ponte do Ribeirão Grande), Água potável no Distrito do Bom Retiro da Esperança e o Colégio Ivens Vieira.

## Vida familiar
Casou-se com a professora Maria Wilma Basile (Angatuba, 9 de julho de 1926 - São Paulo, 21 de julho de 1993) em Itapetininga, 5 de julho de 1952. Tiveram quatro filhos :
1. Paulo Roberto Piedade (Itapetininga, 25 de maio de 1953), que se tornaria marido da Professora Sônia Maria Néry Piedade, (Angatuba, 16 de junho de 1954)
2. Carlos Fernando Piedade (Itapetininga, 14 de junho de 1954), que se tornaria marido de Soraya Tatibano Piedade (05 de setembro de 1964)
3. Luciana Maria Piedade (Itapetininga, 07 de dezembro de 1957) que se tornaria esposa de José Carlos Coppola (13 de dezembro de 1947)
4. Maria Elisa Basile Piedade (Itapetininga, 29 de março de 1961), que se casaria com Antonio Gonçalves Fraga em Angatuba, 29 de março de 1981 e, em segundas núpcias, com Cláudio Ianhez